# Isaac Gustaf Clason den yngre
Isaac Gustaf Clason den yngre, född 25 maj 1781, död 10 juli 1856, var brukspatron vid Furudals bruk. Han var sonson till Isaac Clason av släkten Clason.

## Biografi
Isaac Gustaf den yngre gav åt det av fadern förvärvade Furudals bruk betydande utveckling. Äldre tillverkningsgrenar flerdubblades och nya infördes. Ökad tillgång på tackjärn bereddes genom inköp av hälften i Ickholmens masugn i Rättviks socken. Kättingsmide, som av honom införts för första gången i Sverige, utvecklades i hög grad både kvantitativt och kvalitativt genom anläggning av valsverk och ny kättingsmedja. Därtill kom gjuteri och mekanisk verkstad med ansenlig tillverkningskapacitet. 
Då de nya anläggningarna nästan fullständigt ödelades genom svåra eldsolyckor, liksom tidigare den vackra herrgårdsbyggnaden, nyuppfördes de omedelbart liksom denna i förbättrat skick. Även stora nyodlingar och väganläggningar verkställdes. Den pekuniära vinsten var vanligen ringa eller ingen, bytt i förlust, men högre än dylik framgång skattades att få giva utkomst åt en mångdubblad skara människor. Och att denna måste vara talrik, inses lätt, då man betänker, att malm, tackjärn och kol måste forslas till bruket efter häst, delvis långa vägar, förutom vad som under sommartiden kunde bitvis gå över vattendragen, och likaledes alla färdiga produkter på samma sätt utföras från bruket, det mesta till Söderhamn. 
Det namn, som gavs åt Clason i grannsocknen Orsa: "Patron falla" (far), var icke oförtjänt. Isaac Gustaf Clason var först gift med Greta Gahn, dotter till kemisten Jan Gottlieb Gahn i Falun, Berzelii lärare och vän, och efter dennas tidiga död med hennes kusin Henrika Gahn, dotter till stockholmsläkaren Henrik Gahn den äldre, en av Svenska läkarsällskapets stiftare.